# CPSF 201-300

Coperta numărului 201

Colecția „Povestiri științifico-fantastice” a fost un periodic de literatură pentru tineret editat de revista „Știință și Tehnică”. Prima serie a apărut în 1 octombrie 1955 și a cuprins 466 de numere, publicate de două ori sau, pentru o scurtă perioadă, de trei ori pe lună, până în aprilie 1974. Primele 80 de numere au fost traduse și în limba maghiară. A existat și o serie în limba germană. Reluată după 1990, numele i-a fost schimbat în Anticipația - Colecția „Povestiri științifico-fantastice”.

## Cuprinsul numerelor 201-300

### CPSF 201-250
- 201 / 01.04.1963[1] Jules Verne - Cele cinci sute de milioane ale Begumei (2); Radnai József - Marele spectacol
- 202 / 15.04.1963[1] Jules Verne - Cele cinci sute de milioane ale Begumei (3)
- 203 / 01.05.1963[1] Jules Verne - Cele cinci sute de milioane ale Begumei (4); I. Bialețki - Jurnalul bucătărașului
- 204 / 15.05.1963[1] Jules Verne - Cele cinci sute de milioane ale Begumei (5); Karl Böhm - Reportaj din anul 1990
- 205 / 01.06.1963[1] Jules Verne - Cele cinci sute de milioane ale Begumei (6); R. O. Weidlich - M.C.F.P. intră în acțiune
- 206 / 15.06.1963[1] G. Filanovski -  Omul de doisprezece ani; Tóth János - Trezirea; I. Bărbulescu - Păcăleli cinegetice
- 207 / 01.07.1963[1] Grigore Davidescu - Fantastica întâlnire cu Priviri Adânci
- 208 / 15.07.1963[1] Ion Mînzatu și Gheorghe Săsărman - Catastrofa mezonică (1)
- 209 / 01.08.1963[1] Ion Mînzatu și Gheorghe Săsărman - Catastrofa mezonică (2)
- 210 / 15.08.1963[1] Ion Mînzatu și Gheorghe Săsărman - Catastrofa mezonică (3)
- 211 / 01.09.1963[1] Ghenadi Altov și Valentina Juravliova - Balada stelelor (1)
- 212 / 15.09.1963[1] Ghenadi Altov și Valentina Juravliova - Balada stelelor (2)
- 213 / 01.10.1963[1] Ghenadi Altov și Valentina Juravliova - Balada stelelor (3)
- 214 / 15.10.1963[1] Ghenadi Altov și Valentina Juravliova - Balada stelelor (4)
- 215 / 01.11.1963[1] Ion Hobana - Glasul trecutului; George Anania - Cel din urmă mesaj
- 216 / 15.11.1963[1] Ștefan Tita - De vânzare Paradisul! (1)
- 217 / 01.12.1963[1] Ștefan Tita - De vânzare Paradisul! (2)
- 218 / 15.12.1963[1] Ștefan Tita - De vânzare Paradisul! (3)
- 219 / 01.01.1964[1][2] Igor Rosohovatski - Ereditatea
- 220 / 15.01.1964[1] Arkadi Strugațki și Boris Strugațki - Reflex spontan; Dimitr Ianakiev - Experiența nu a reușit
- 221 / 01.02.1964[1] Vladimir Colin - Cetatea morților
- 222 / 15.02.1964[1] Alexandru Andrițoiu - Elixirul tinereții (Glumă științifico-fantastică) (1)
- 223 / 01.03.1964[1] Alexandru Andrițoiu - Elixirul tinereții (Glumă științifico-fantastică) (2)
- 224 / 15.03.1964[1] Aleksandr Kuprin - Soarele lichid (1)
- 225 / 01.04.1964[1] Aleksandr Kuprin - Soarele lichid (2)
- 226 / 15.04.1964[1] George Anania și Romulus Bărbulescu - Captiv în inima Galaxiei
- 227 / 01.05.1964[1] Vladimir Colin - Broasca
- 228 / 15.05.1964[1] Viorica Huber - Aventură în Gondwana
- 229 / 01.06.1964[1] Mihu Dragomir - Trimisul dacilor; Mihu Dragomir - Discutând în Morse; Mihu Dragomir - Cutia cu tranzistori
- 230 / 15.06.1964[1] Gheorghe Săsărman - R.U.-707 la strâmtoare
- 231 / 01.07.1964[1] Camil Baciu - „MET...” (1)
- 232 / 15.07.1964[1] Camil Baciu - „MET...” (2)
- 233 / 01.08.1964[1] Horia Aramă - Omul care are timp; Grigore Davidescu - Ochii Stelei
- 234 / 15.08.1964[1] Paul Diaconescu - Sentimentalul; Paul Diaconescu - Poetul Think-R 407; Paul Diaconescu - Cum am învins moartea
- 235 / 01.09.1964[1] Horia Matei - Testamentul lui Percival Dudelsacker
- 236 / 15.09.1964[1] Victor Eftimiu - Omul zburător; Mircea Opriță - Coloana infinitului
- 237 / 01.10.1964[1] Adrian Rogoz - Oriana, eu și Gemmi 1, 2, 3... (1)
- 238 / 15.10.1964[1] Adrian Rogoz - Oriana, eu și Gemmi 1, 2, 3... (2)
- 239 / 01.11.1964[1] I. M. Ștefan - Lumina purpurie (1)
- 240 / 15.11.1964[1] I. M. Ștefan - Lumina purpurie (2)
- 241 / 01.12.1964[1] I. M. Ștefan - Lumina purpurie (3)
- 242 / 15.12.1964[1] I. M. Ștefan - Lumina purpurie (4); Horia Aramă - Prietenul BIP
- 243 / 01.01.1965[1] Joseph Henri Rosny aîné - Xipehuzii
- 244 / 15.01.1965[1] Horia Aramă - Femeia cosmică, teatru SF
- 245 / 01.02.1965[1] Gheorghe Săsărman - Proba tăcerii (1)
- 246 / 15.02.1965[1] Gheorghe Săsărman - Proba tăcerii (2)
- 247 / 01.03.1965[1] Gheorghe Săsărman - Proba tăcerii (3)
- 248 / 15.03.1965[1] Gheorghe Săsărman - Proba tăcerii (4)
- 249 / 01.04.1965[1] I. Pătrașcu - Criptografia
- 250 / 15.04.1965[1] Edgar Allan Poe - Mellonta tauta; Edgar Allan Poe - O pogorâre în Maelström; Edgar Allan Poe - Sonet științei (poezie); Edgar Allan Poe - Tărâm de basm (poezie); Edgar Allan Poe - Un vis; Ion Barbu - O înșurupare în Maelström (poezie); Dinu Moroianu - Ospăț la Edgar Poe

### CPSF 251-300
- 251 (01-05-1965) Ion Nicolae Bucur - „Săgeata Carpaților” nu oprește (1)
- 252 (15-05-1965) Ion Nicolae Bucur - „Săgeata Carpaților” nu oprește (2); Valentina Juravliova - Voci în Univers; Florin Zăgănescu - De la racheta nucleară la cea mezonică
- 253 (01-06-1965) Mircea Sîntimbreanu - A se feri de umezeală!; Gheorghe Ricus - Iubita mea din celălalt continent; Gheorghe Ricus - Moartea în sufixul -at; Shin'ichi Hoshi - Pasiunea unui proprietar de bar
- 254 (15-06-1965) Constantin Cubleșan - „Săgețile Dianei”; Liviu Macoveanu - „Castelul cu stafii”. Rebus: Blestematele fantome de P. Ionașcu
- 255-256 (iulie 1965) Tudor Arghezi - Rugă de seară (poezie); Victor Eftimiu - E rândul nostru (poezie); Vladimir Colin - Undeva, un om; Dorel Dorian - El și Ea; Ion Hobana - Nava oceanografică "Nautilus"; Viorica Huber-Rogoz - Oceanul cu triluri; Eduard Jurist - Inspectorul Bott intră în acțiune; Vasile Nicorovici - Planeta intergalactică; Arthur Conan Doyle - Aparatul dezintegrator (The Disintegration Machine); Hans Christian Andersen - Peste mii de ani... (Om Aartusinder) ; Adrian Rogoz? - Ghennadi Gor; Ghennadi Gor - Kumbi (Кумби); Ray Bradbury - Ucigașul (The Murderer); Ovid S. Crohmălniceanu - Un gen paradoxal; Alice Mănoiu - Mitologie, fantastic și film; Max Solomon - Întâlnire cu chimistul de mâine; Ion Pătrașcu - Căsătoria; Cuvinte încrucișate: Științifice; Din fizica nucleară; Expresii etc.; Anecdote.
- 257-258 (august 1965) Cicerone Theodorescu - Icarii înving; Dumitru Todericiu - Reportaj antesemnat; Horia Lovinescu - Paradisul (secvență din actul III); George Călinescu - Despre Felix Aderca (eseu); Felix Aderca - Camera cu vise (fragment din romanul „Orașele înecate”); Horia Aramă - Spirala vie; Camil Baciu - Soarele portocaliu; Sergiu Fărcășan - Trei anecdote (Se caută o mitralieră; Omul în priză; Misterul orificiului oval); Valentin Longin Hossu - După-amiază neolitică; Radu Nor - Bătrânul și stelele; Ioana Petrescu - Un reportaj primejdios; Ștafeta titanilor: Edgar Allan Poe - Aventurile lui Arthur Gordon Pym (fragment); Jules Verne - Sfinxul ghețarilor (fragment); Dino Buzzati - Mașina de oprit timpul; Th. Tauth - După două milenii; I. Pătrașcu - Soluția 1001; Cuvinte încrucișate: Apă și sare; Caricaturi: Vasile Crăiță - Coincidență siderală; Vasile Crăiță - Fără cuvinte; Curiozități; Cititorii au cuvântul
- 259-260 (septembrie 1965) Mihu Dragomir - Inelul lui Saturn; Nina Cassian - Trei ore în Cosmos; Romulus Bărbulescu și George Anania - Astronava lui OLM; Adrian Rogoz - Julio Cortazar; Julio Cortazar - Axolotlul; Grigore Davidescu - Îndîrjire; Radu Tudor - Stanislaw Lem; Stanislaw Lem - Cei trei electrocavaleri; Ion Barbu - Despre Oscar Lemnaru (Dintr-o scrisoare din 26. XI. 1946); Oscar Lemnaru - Ceasornicul din turn; Horia Matei - Fuga lui Cato; Max Solomon - Cerul de sticlă; I. M. Ștefan - Meduza verde; Ovidiu Șurianu - S-a născut un munte; Florin Zăgănescu - Considerații teoretice pe marginea povestirii „S-a născut un munte”; Tudor Arghezi - Despre I. C. Vissarion; I. C. Vissarion - Agerul pământului; Karel Capek - R.U.R. (actul al III-lea); Edmond Nicolau - Ecuația personală; Adrian Rogoz - Laboratorul mitului; Anonim - O anticipație științifico-fantastică în filatelie; Umor (caricaturi): Petru Gavriliu - Originea vanității; Petru Gavriliu - Fără cuvinte; Cititorii au cuvântul
- 261-262 (octombrie 1965) George Călinescu - Definiții și disociații; Mioara Cremene - Grandoarea și decăderea planetei Globus; Galia Gruder - Grădinile albastre; Victor Kernbach - Trubadurul 0114 X K 13; Adrian Rogoz - Stephen Leacock; Stephen Leacock - Omul în azbest, o alegorie din viitor; Mircea Opriță - Cineva întreabă; Leonid Petrescu - Pași; Gheorghe Săsărman - Isprava androidului mut; Nina Stănculescu - Prima invenție a lui Mihnea; Sorin Stănescu - Frumoasa din planeta adormită; Ștefan Tita - Batiscaful albastru; Mihai Beniuc - Fapt; Ovidiu Rîureanu - Clopotele carturilor din cosmonave; Kingsley Amis - Punct de plecare; I. Pătrașcu - Malva; Cuvinte încrucișate: Arheologie
- 263 (01-11-1965) Kulin György și Fábián Zoltán - Mesajul celei de-a opta planete (1) (roman, Üzen a nyolcadik bolygó, traducere de Eugen Hadai)
- 264 (15-11-1965)  Kulin György și Fábián Zoltán - Mesajul celei de-a opta planete (2)
- 265 (01-12-1965)  Kulin György și Fábián Zoltán - Mesajul celei de-a opta planete (3)
- 266 (15-12-1965) Kulin György și Fábián Zoltán - Mesajul celei de-a opta planete (4); P. Ionașcu - Un vis
- 267 (01-01-1966) Kulin György și Fábián Zoltán - Mesajul celei de-a opta planete (5); Alexandru Forje - Revelion cu bătrânul Holmes
- 268 (15-01-1966) Kulin György și Fábián Zoltán - Mesajul celei de-a opta planete (6)
- 269 (01-02-1966) Maun Sein Kyin - Datoria ospitalității; Ovid S. Crohmălniceanu - Un capitol de istorie literară; Adrian Rogoz - Fugă în spațiu-timp
- 270 (15-02-1966) Horia Aramă - Lumile stau de vorbă; Elena Mantu - Fantezie și realitate
- 271 (01-03-1966) Radu Nor - Misteriosul doctor Dobrotă; Radu Nor - Hisper și coralii; Dumitru Todericiu - Pe urmele lui Ulysse...
- 272 (15-03-1966) Justin Teodoru - La 400 de auni de Marea Peliculă
- 273 (01-04-1966) Pierre Versins - Bila; Pierre Versins - Ultimul zid; Pierre Versins - Câinele; Pierre Versins - Călătoria în timp
- 274 (15-04-1966) Eduard Jurist - Ultima călătorie cosmică; Eduard Jurist - Tunelul; Eduard Jurist - Mi-am cumpărat un robot
- 275 (01-05-1966) Valentina Juravliova - Făuritorul Atlantidei; Nikita Razgavorov - Misteriosul vizitator
- 276 (15-05-1966) Voicu Bugariu - Recital de balet vechi; Miron Scorobete - Masca; B. Mircea - Vaaral; Em. Marcu - Ciudatul film al începuturilor
- 277 (01-06-1966) Dan Arcașu - Vega; Dan Arcașu - Sfinxul din Crucea Sudului; Ion Văduva - Steaua lui Horn
- 278 (15-06-1966) Romulus Bărbulescu și George Anania - Fântânile; Horia Aramă - Pălăria de pai; Mircea Opriță - Mic eseu pentru 1966
- 279 (01-07-1966) Roger Lecureux - Escapada lui J.-J. Croner 7; Fereydun Hoveyda - Cenușa; Abe Kobo - Totaloscopul; E. Mann-Borgheze - Anunț pentru amatori; E. Mann-Borgheze - Întoarcere la Delfi; Anatoli Dneprov - Discuție cu un agent de circulație
- 280 (15-07-1966) Constantin Cubleșan - Ritmul ascuns al inimii; Constantin Cubleșan - Fereastra dinspre veșnicie
- 281 (01-08-1966) Dan Lăzărescu - Dispariția mașinii albastre (1)
- 282 (15-08-1966) Ovid S. Crohmălniceanu - Ceilalți; Ovidiu Rîureanu - Visătorul; Dan Lăzărescu - Dispariția mașinii albastre (2)
- 283 (01-09-1966) Igor Rosohovatski - Cazul comandorului (1)
- 284 (15-09-1966) Viktor Saparin - Monstrul din canionul submarin; Igor Rosohovatski - Cazul comandorului (2)
- 285 (01-10-1966) Virgil Gheorghiu - Acul de cravată
- 286 (15-10-1966) Stanislaw Lem - Istoria calculatorului numeric care a luptat împotriva balaurului; Ștefan Zaides - O mie de Tutankamoni (1)
- 287 (01-11-1966) Ștefan Zaides - O mie de Tutankamoni (2); Jerome K. Jerome - Un cavaler desăvârșit
- 288 (15-11-1966) Ștefan Zaides - O mie de Tutankamoni (3); Cristian Constanda - Plânsetul astrelor
- 289  (01-12-1966) Herbert George Wells - Povestea răposatului domn Elvesham; Herbert George Wells - Înfățișarea viitorului; Ion Hobana - H. G. Wells, englezul neliniștit (eseu)
- 290 (15-12-1966) Adrian Rogoz - Prezentare (Mașina Timpului); Andrei Boncea - Cele două sau trei existențe ale lui Tiberiu Pop; Constantin Pascu - Mașina timpului, un mit modern; Frank Stannard - Un univers în care timpul este reversibil? (eseu); Arlette Peltant - O civilizație evoluată înainte de ultima eră glaciară (eseu); H. S. - Cenaclul nostru; Cuvinte încrucișate: H. G. Wells (1866-1946)
- 291 (01-01-1967); Fáy László - Sfârșitul călătoriei (1)
- 292 (15-01-1967); Fáy László - Sfârșitul călătoriei (2)
- 293 (01-02-1967); Alexandru Forje - Eroare de calcul; Fáy László - Sfârșitul călătoriei (3)
- 294 (15-02-1967); Voicu Bugariu - Cercul iubirii; Fáy László - Sfârșitul călătoriei (4)
- 295 (01-03-1967); Arthur C. Clarke - Sentinela; Sorin Stănescu - O consultație medicală; Elisabeth Mann-Borghese - Repetiția; Vladimir Malov - Prevedere; Vladimir Colin - Dialoguri literar-galactice (1); Anecdote; Poșta cititorilor
- 296 (15-03-1967); Shinichi Hoshi - Când va veni primăvara; Shinichi Hoshi - Premiul; Viorica Huber-Rogoz - Pluriobs; Vladimir Colin - Dialoguri literar-galactice (2)
- 297 (01-04-1967); Paul Mironescu - Farsa; Damiano Malabaila - Mimetizatorul; Andrei Ciurunga - Autobiografie; Andrei Ciurunga - Nuntă cu cimilituri; Vladimir Colin - Dialoguri literar-galactice (3); Noutăți
- 298 (15-04-1967); Gheorghe Săsărman - Singura salvare
- 299 (01-05-1967); Dan Arcașu - Marea spirală așteaptă; Dan Arcașu - Legendă despre cosmonaut
- 300 (15-05-1967) Adrian Rogoz - O privire extraterestră plină de umanitate (eseu); Freidrich Dürrenmatt - Operațiunea Vega (piesă radiofonică) (traducere de Adrian Rogoz și Iacob Babin).

## Legături către celelalte pagini despre CPSF
- CPSF 1-100
- CPSF 101-200
- CPSF 301-400
- CPSF 401-466
- CPSF 467-...

## Legături externe
- CPSF 201-300 la goodreads.com

1. 1 2 3 4 5 6 7 8 9 10 11 12 13 14 15 16 17 18 19 20 21 22 23 24 25 26 27 28 29 30 31 32 33 34 35 36 37 38 39 40 41 42 43 44 45 46 47 48 49 50  Conform coperții IV
2. ↑  Anul X, nr. 219 - 1 ianuarie 1964, conform paginii 1